# Knokane
Die Knokane (norwegisch für Fingerknöchel) sind ein Gebirgskamm im ostantarktischen Königin-Maud-Land. Sie ragen in der Armlenet im östlichen Ausläufer der Mayrkette in der Gjelsvikfjella auf.
Wissenschaftler des Norwegischen Polarinstituts benannten sie 2007.